# Järvafältet (stadsdel)

Järvafältet var en stadsdel i Västerort inom Stockholms kommun. Området omfattade Järvafältet. Stadsdelen bildades 1953 i området som köpts in av Stockholms stad 1949 från Spånga. 1965 utbröts stadsdelarna Rinkeby och Tensta. Stadsdelen upphörde vid årsskiftet 1970/1971
och ersattes av stadsdelarna Kista, Husby och Akalla.